# 주간고속도로 제83호선
주간고속도로 제83호선(영어: Interstate 83, I-83)은 미국 북동부 메릴랜드주 볼티모어(Baltimore)와 북동부 펜실베이니아주 해리스버그(Harrisburg)를 연결하는 총 연장 137.3km의 고속도로이다. 83호선은 옛 미국 국도 제111호선을 대체해서 건설되었고 미국의 주간고속도로 중에서 길이가 짧은 도로 중 하나에 속한다.